# کلونازولام
کلونازولام (انگلیسی: Clonazolam) دارویی از دسته تریازولوبنزودیازپین‌ها (TBZD) است که شامل بنزودیازپین‌ها (BZDs) هستند که با یک حلقه تریازول ترکیب شده اند. این ماده به عنوان یک داروی طراح به صورت آنلاین فروخته شده است.